# Zapalenie mięśnia sercowego

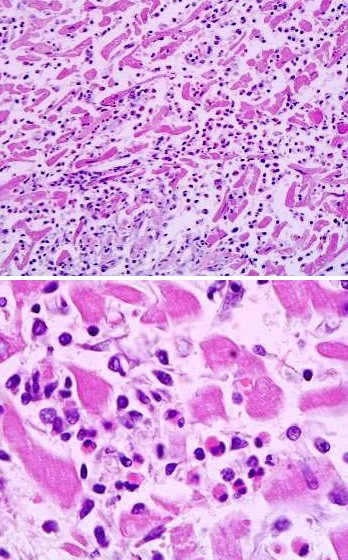
Obraz histopatologiczny wirusowego zapalenia mięśnia sercowego (preparat barwiony hematoksyliną i eozyną)

Zapalenie mięśnia sercowego (łac. miocarditis, ang. myocarditis) – proces zapalny toczący się w warstwie mięśniowej serca. Najczęstszymi przyczynami zapalenia są infekcje wirusowe lub bakteryjne, w wyniku których może pojawić się ból w klatce piersiowej, szybkie narastanie objawów niewydolności serca lub nagła śmierć sercowa.

## Epidemiologia
Dokładna częstość występowania zapalenia mięśnia sercowego nie jest znana. Dowody poświadczające zapalenie mięśnia sercowego spotyka się w 1–9% przypadków wykonywanych sekcji zwłok. W grupie młodych dorosłych ponad 20% przypadków nagłej śmierci jest spowodowana zapaleniem mięśnia sercowego.

## Etiologia
Czynniki, które mogą stać się przyczyną zapalenia mięśnia sercowego są liczne i obejmują:
- infekcje:
  - wirusowe, np. enterowirusy, wirus Coxsackie[3], wirus różyczki, wirus grypy[3][4][5], cytomegalowirus[4], wirus polio, HCV, parwowirus B19, wirus ospy wietrznej i półpaśca
  - bakteryjne, np. Brucella, Corynebacterium diphtheriae, gonococcus, Haemophilus influenzae, Actinomyces, Tropheryma whipplei, Vibrio cholerae i Salmonella typhi[6]
  - krętkowe, np. Borrelia burgdorferi[7] i Leptospira
  - pierwotniakowe, np. Toxoplasma gondii i Trypanosoma cruzi
  - grzybicze, np. Aspergillus, Candida i inne
  - pasożytnicze, np. Ascaris, Echinococcus granulosus, Paragonimus westermani, Schistosoma, Taenia solium, Trichinella spiralis, Wuchereria bancrofti, wędrująca larwa trzewna
  - riketsjowe, mykoplazmatyczne
- reakcje immunologiczne:
  - alergiczne, np. acetazolamid, amitryptylina
  - reakcję odrzucenia przeszczepu serca
  - autoantygenowe, np. układowe zapalenie naczyń, jak zespół Churga-Strauss i ziarniniakowatość z zapaleniem naczyń
- czynniki toksyczne:
  - leki, np. antracykliny, amfoterycyna B, ampicylina, penicylina, streptomycyna, sulfonamidy, izoniazyd, metyldopa, kwas paraaminosalicylowy, karbamazepina, fenytoina, etanol i leki przeciwpsychotyczne, np. klozapina
  - toksyny, np. arsen, tlenek węgla, jad węża
  - metale ciężkie, np. miedź, żelazo
  - mocznicę[6]
- choroby metaboliczne[6]:
  - choroba Pompego
  - skrobiawica
  - nadczynność i niedoczynność tarczycy
  - choroby niedoborowe (beri-beri, kwashiorkor)
- choroby neurologiczne[6]
- czynniki fizyczne, np. porażenie prądem elektrycznym, wysoka gorączka i promieniowanie.

Zapalenie mięśnia sercowego pochodzenia bakteryjnego jest rzadkie u pacjentów bez obniżonej odporności.

## Objawy
Objawy związane z zapaleniem mięśnia sercowego są zróżnicowane i zależą od aktualnego stanu zapalnego mięśnia sercowego lub cech jego niewydolności, które pojawiają się wtórnie do zapalenia. Objawy zapalenia mięśnia sercowego to:
- ból w klatce piersiowej (często opisywany jako kłujący)
- zastoinowa niewydolność serca prowadząca do obrzęków, duszności i przekrwienia wątroby
- uczucie kołatania serca spowodowane zaburzeniami rytmu serca
- gorączka (szczególnie, gdy proces zakaźny jest aktywny, np. w gorączce reumatycznej).

Zapalenie mięśnia sercowego spowodowane chorobami wirusowymi daje ogólne objawy związane z infekcją wirusową, takie jak gorączka, biegunka, ból stawów i osłabienie. 
Zapalenie mięśnia sercowego jest często związane z zapaleniem osierdzia, dlatego wielu pacjentów wykazuje objawy sugerujące jednoczesne występowanie zapalenia mięśnia sercowego i zapalenia osierdzia.

## Rozpoznanie
Zapalenie mięśnia sercowego można podejrzewać na podstawie wyników badania elektrokardiograficznego (EKG), podniesionego poziomu CRP i/lub OB i podwyższonych IgM (serologia) skierowanych przeciwko wirusom uszkadzającym mięsień sercowy. Wskaźniki uszkodzenia mięśnia sercowego (troponiny lub izoenzymy sercowe kinazy kreatynowej) są podwyższone.
Najczęściej występujące zmiany w przebiegu zapalenia mięśnia sercowego, widoczne w badaniu EKG, to poszerzenie i odwrócenie załamka T, siodełkowaty i uniesiony odstęp ST (zmiany takie mogą też pojawić się w zapaleniu osierdzia). Złotym standardem jest wciąż biopsja mięśnia sercowego wykonywana pod kontrolą angiografii (chociaż czułość metody wynosi 30-40% i rzadko się ją wykonuje). Pobierany jest wycinek wsierdzia i mięśnia sercowego, który następnie poddawany jest badaniu histopatologicznemu, a jeśli zajdzie taka konieczność, to wykonuje się specjalnymi metodami barwiącymi badanie immunochemiczne. Charakterystyczne zmiany w badaniu histopatologicznym to: duży obrzęk tkanki śródmiąższowej serca z naciekiem zapalnym obfitym w limfocyty i makrofagi. Ogniskowe uszkodzenie komórek mięśnia sercowego jest przyczyną niewydolności pompy sercowej. 
Od niedawna używany sercowy rezonans magnetyczny (cMRI lub CMR) okazał się bardzo pomocny w diagnostyce zapalenia mięśnia sercowego poprzez uwidacznianie w obrazie cech wskazujących na zapalenie mięśnia sercowego.

## Leczenie
Infekcje bakteryjne są leczone antybiotykami w zależności od rodzaju patogenu i jego wrażliwości na dany antybiotyk. Większość wirusowych infekcji nie może być leczona przyczynowo, stosuje się wówczas leczenie objawowe, które jest jedyną formą leczenia wirusowego zapalenia mięśnia sercowego, np.  diuretyki lub leki działające inotropowo dodatnio. Nie należy podawać niesterydowych leków przeciwzapalnych. Inhibitory ACE mogą być pomocne w procesie gojenia. Nieskuteczność leczenia i rozwój ciężkiej niewydolności serca są wskazaniami do przeszczepienia serca.

## Powikłania
Głównym późnym powikłaniem zapalenia mięśnia sercowego jest postępująca niewydolność serca. W przebiegu choroby mogą wystąpić zaburzenia rytmu, nagły zgon, zatory obwodowe i mikrotętniaki lewej komory. Rzadko choroba może mieć przebieg subkliniczny i doprowadzić do kardiomiopatii rozstrzeniowej.

## Klasyfikacja ICD10
| kod ICD10     | nazwa choroby                                                          |
| ------------- | ---------------------------------------------------------------------- |
| ICD-10: I40   | Ostre zapalenie mięśnia sercowego                                      |
| ICD-10: I41   | Zapalenie mięśnia sercowego w chorobach sklasyfikowanych gdzie indziej |
| ICD-10: I51.4 | Zapalenie mięśnia serca, nieokreślone                                  |
| ICD-10: I09.0 | Reumatyczne zapalenie mięśnia sercowego                                |